# VV BZS
VV BZS (Beusichemse en Zoelmondse Sportvereniging) is een Nederlandse amateurvoetbalclub uit het Gelderse Beusichem, opgericht op 18 februari 1944. Het eerste elftal speelt in de Vijfde klasse zondag (2021/22). VV BZS heeft in het huidige jaargang, 2015-2016, 24 teams. Dit zijn 6 senioren-, 4 jongens junioren-, 9 jongens pupillen- en 5 meisjesteams (B, C, D, 2 * E). VV BZS speelt met haar seniorenteams dus op zondag en heeft zo'n 450 leden.
De club organiseert ook activiteiten die voor iedereen te bezoeken zijn: onder meer een playbackshow voor de jeugd, bingoavonden en een jaarlijkse feestavond met toneelspel in het dorpshuis.

## Geschiedenis
De club werd aan het eind van de Tweede Wereldoorlog opgericht als zwemvereniging. Anderhalf jaar later, in november 1945, sloten de voetbalverenigingen DVO (Door Vrienden Opgericht) uit Beusichem en SVW (Steeds Voor-Waarts) uit Zoelmond zich bij VV BZS aan. Halverwege de jaren 60 werd het zwembad aan de Lek definitief gesloten en werd de zwemafdeling opgeheven.

## Accommodatie
In de beginjaren kon men nog niet spreken van een accommodatie; er werd gespeeld op weilanden in de uiterwaarden. Vanaf 1949 beschikte VV BZS over een "eigen veld" in het verlengde van de Sportveldstraat, waar nu nog het sportpark ligt aan De Wielstraat. In de beginjaren van het huidige sportpark speelde BZS op een veld zonder opstallen. Enkele jaren later werd een houten keet aangeschaft bestaande uit twee kleedkamers en een scheidsrechterhokje. Achter dit gebouwtje stond een pomp waar men zich kon wassen.
In 1970 werd de eerste kantine in gebruik genomen, een modern onderkomen met twee kleedkamers, voorzien van douches, toen nog een luxe. Dit gebouw bleek al snel te klein door aanwas van zowel jeugd als senioren. In 1975 werd het huidige gebouw geopend met vier kleedkamers en werd een tweede veld in gebruik genomen. Het trainingsveldje aan de zuidzijde van de kantine was voorzien van straatverlichting. Tussen 1977 en 1978 werd er een derde veld gelegd en werd het tweede veld voorzien van wedstrijdverlichting.
In 1996 kwam de gemeente met een plan de velden op te knappen, waarbij ook werd voorgesteld een duurzamer materiaal te gebruiken, waardoor er met minder ruimte zou kunnen worden volstaan. Deze zogenaamde WETRA-velden voldeden echter niet aan de hedendaagse normen. De mat lag los en had te veel onderhoud nodig. Een kleine tien jaar later, in 2006, werd door de gemeente ingestemd met de renovatie van de velden bij VV BZS. Sinds de zomer van 2006 beschikt BZS over een hoofdveld van natuurgras en een kunstgrasveld.
In 1997 werd het huidige clubgebouw gerenoveerd, en sindsdien beschikt de club over een zestal kleedkamers en enkele andere aparte ruimten voor EHBO, trainers en scheidsrechters. Na een grondige renovatie van het clubgebouw in 2009 was ook de kantine weer klaar voor jaren gebruik.

## Competitieresultaten 1991–2018
| 10 4B |

| 9 4B |

| 12 4B |

|  |

|  |

| 12 4B |

| 7 5F |

|  |

| 9 5F |

| 12 5F |

| 3 6G |

| 6 5E |

| 6 5E |

| 7 5E |

| 2 5E |

| 10 4D |

| 6 4D |

| 8 4D |

| 10 4D |

| 4 4F |

| 11 4F |

| 4 5G |

| 2 5F |

| 12 4F |

| 12 4F |

| 10 4F |

| 10 4F |

| 14 4E |

| - 5D |

| Vierde klasse | Vijfde klasse | Zesde klasse |

In elke staaf van de grafiek staat van boven naar beneden vermeld: 
- Eindnotering

Dit is de positie die de club heeft bereikt in de competitie, zonder eventuele beslissings-, play-off- of nacompetitiewedstrijden die nodig zijn geweest om bijvoorbeeld de kampioen van de competitie te bepalen.
Indien een * achter het getal staat is de notering een tussenstand en kan het zijn dat de notering niet overeenkomt met de uiteindelijke eindstand van de competitie.
Staat er een - dan is het seizoen nog bezig en is er geen definitieve uitslag bekend.
Staat er xx op de positie van de notering, dan heeft de club vroegtijdig de competitie verlaten. Dit kan onder andere komen door terugtrekking van het team, faillissement van de club of door een uitgedeelde straf van de KNVB. In veel gevallen staat elders in het artikel de reden vermeld.
Staat er een ? dan is het resultaat uit het verleden onbekend, en is alleen de competitie of het niveau bekend van dat seizoen.
In de seizoenen 2019/20 en 2020/21 werd wegens de coronacrisis het amateurvoetbal afgebroken. Daardoor kennen deze staven geen eindklassering (middels -- weergegeven).
- Competitieniveau en afdelingsletter of Officiële eindstand Eredivisie
  - Competitieniveau en afdelingsletter

Hierbij geeft het getal het niveau weer, dat ook terug te vinden is in de legenda. De letter is de afdelingsaanduiding en wordt gebruikt wanneer er meer afdelingen zijn op hetzelfde niveau. De afdelingsletter is altijd een hoofdletter en wordt meestal zonder nummer gebruikt.
Voorbeeld: 2F is niveau 2e klasse competitie F.
Het competitieniveau en nummer wordt niet vermeld wanneer er slechts één competitie van dit niveau was.
  - Officiële eindstand Eredivisie (getal staat tussen haakjes vermeld)

Sinds de introductie van play-offwedstrijden voor Europees voetbal na afloop van de reguliere competitie in 2005/06, is de KNVB verplicht een eindstand van de Eredivisie door te geven aan de UEFA aan de hand van deze play-offwedstrijden.
Bij deze eindstand staan clubs die zich hebben gekwalificeerd voor Europees voetbal hoger dan clubs die zich niet wisten te kwalificeren. Indien er geen verschil was tussen de eindnotering en de officiële eindstand, staat dit getal niet vermeld.

- Onderafdeling

Hier staat afgekort de naam van de onderafdeling indien de club in dat jaar in een onderafdeling uitkwam. Tevens staat deze afkorting in de legenda en wordt gelinkt naar het artikel over deze onderafdeling. Deze afkorting wordt alleen vermeld wanneer de club in het verleden in verschillende onderafdelingen heeft gespeeld. Deze vermelding is in de staaf altijd in kleine letters. Deze onderafdelingen zijn na het seizoen 1995/96 afgeschaft. Heeft de club in slechts één onderafdeling gespeeld, dan is dit alleen terug te vinden in de legenda.
Onder de staaf staat het jaartal vermeld waarin het seizoen is afgesloten. 15 verwijst naar het seizoen 2014/15 of eventueel het seizoen 1914/15.
Wanneer een staaf leeg is, zijn deze gegevens niet bekend. Het kan ook zijn dat de club dat seizoen niet heeft meegespeeld op het hogere amateurniveau, vroegtijdig de competitie heeft verlaten of uit de competitie is gezet.

In het seizoen 1944/45 was er wegens de Tweede Wereldoorlog geen regulier competitievoetbal.